# Wyprawa Robinson
Wyprawa Robinson – polski program telewizyjny typu reality show oparty na formacie Survivor emitowany w 2004 roku na antenie telewizji TVN. Jego prowadzącym był Hubert Urbański.

## Charakterystyka programu
Udział w grze wzięło osiemnaścioro chętnych (dziewięć kobiet i dziewięciu mężczyzn w wieku od dwudziestu do pięćdziesięciu lat) wyłonionych w czasie castingów. Miejscem rozgrywki były malezyjskie wyspy. W czasie blisko dwumiesięcznej wyprawy uczestnicy musieli sami zdobywać pożywienie i budować schronienie, a także brać udział w konkurencjach sprawdzających intelekt oraz sprawność i wytrzymałość fizyczną.

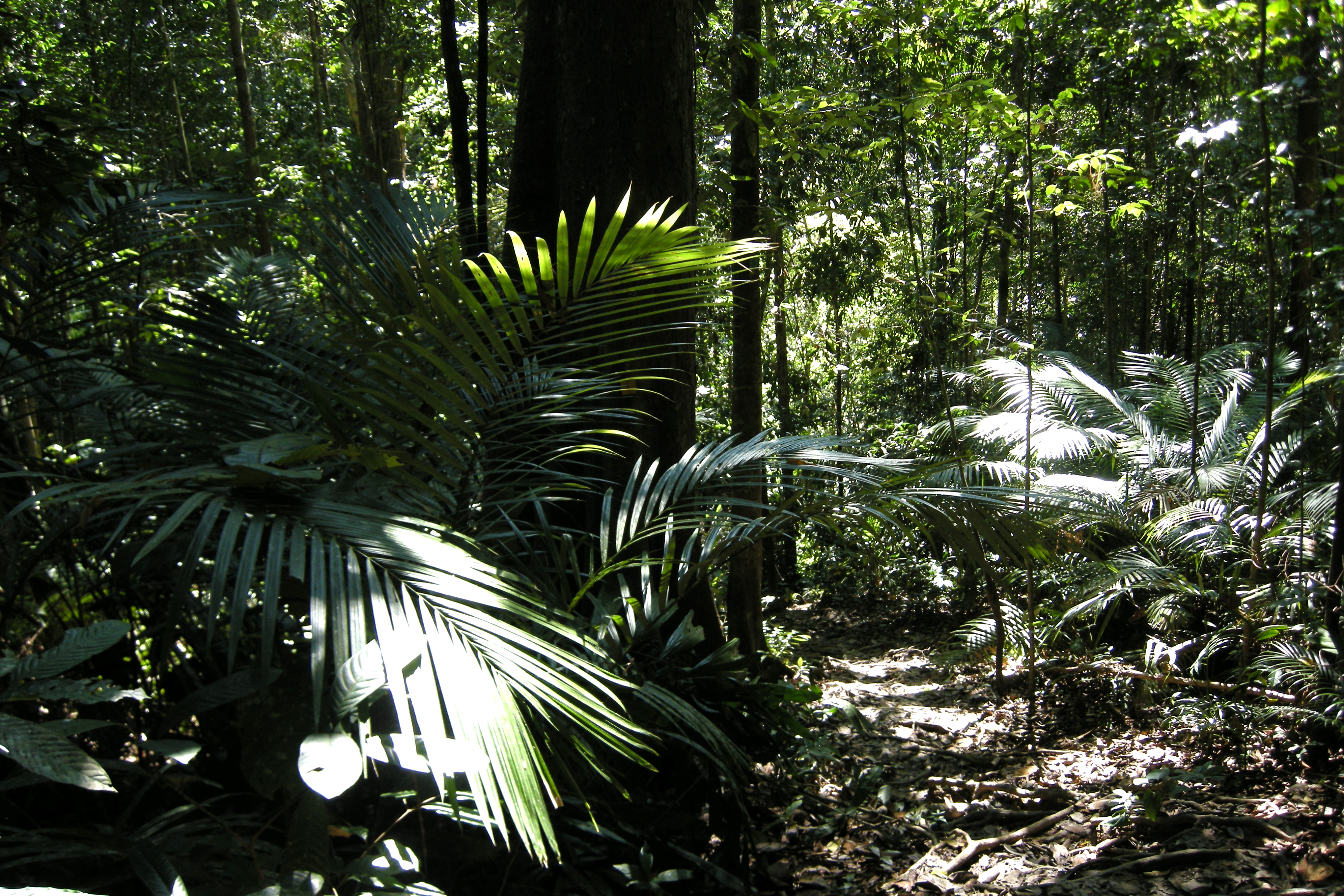
Malezyjskie tropiki stanowiące scenerię części programu

Na początku uczestnicy podzieleni byli na dwa rywalizujące ze sobą „plemiona”: północne (zieloni) i południowe (żółci). Co kilka dni brali udział w konkurencjach, w czasie których mogli wygrać różnego rodzaju udogodnienia, na przykład rozpałkę, pożywienie czy kosmetyki; jednakże w co drugim zadaniu nagrodą była „nietykalność”. Drużyna, która jej nie zdobyła, brała udział w tzw. radzie wyspy, w czasie której przeprowadzano eliminacje. W dalszej fazie gry, gdy pozostało w niej dziesięciu zawodników, drużyny zostały połączone (i powstało plemię niebieskie). Utrzymano wtedy schemat: konkurencja o nagrodę – konkurencja o nietykalność – rada wyspy, przy czym nagrody mogło zdobyć wielu uczestników, o immunitet gracze walczyli indywidualnie, a w radzie wyspy udział brali wszyscy.
W czasie rad wyspy prowadzący omawiał z uczestnikami bieżące konflikty między członkami plemienia, trudności w życiu na wyspie oraz przyczyny niepowodzenia w czasie zadań. Rady wyspy kończyły się eliminacją jednego zawodnika. Z gry odpadał ten zawodnik, na którego zagłosowało najwięcej członków plemienia. Zawodnicy oddawali głosy anonimowo, podchodząc do odległej o kilkanaście metrów urny i zapisując na kawałku papieru imię zawodnika, którego chcieli wyeliminować (i krótko uzasadniając swój wybór do kamery), choć, w przeciwieństwie do np. programu Big Brother, regulamin zezwalał na rozmowy na temat eliminacji. W trakcie głosowania uczestnicy kierowali się relacjami, w jakie wchodzili z pozostałymi członkami plemienia, taktyką (zawieranymi sojuszami, poczuciem przewagi rywala, perspektywą głosowania finałowego z udziałem wyeliminowanych konkurentów) oraz przydatnością uczestników (ze względu na posiadane umiejętności czy zaangażowanie w trakcie zadań). Po głosowaniu prowadzący otwierał urnę i przeliczał oddane głosy. W przypadku remisu (taka sytuacja zdarzyła się dwukrotnie) uczestnicy z równą liczbą głosów brali udział w dodatkowym zadaniu, którego przegrany odpadał z gry. O eliminacji uczestnika poza radą wyspy wyjątkowo mogła zadecydować także dodatkowa konkurencja. 
Zwycięzcę programu wybrali wyeliminowani członkowie niebieskiego (połączonego) plemienia w głosowaniu przeprowadzonym w Malezji. Nazwisko zwycięzcy ogłoszono jednak w Polsce, w czasie spotkania na zamku w Książu, na którym uczestnicy wspominali wyprawę i opowiadali o życiu po programie. Nagrodą główną dla zwycięzcy programu było 100 000 złotych.
Narratorowi programu głosu użyczył Radosław Popłonikowski.

## Produkcja
Twórcy programu bazowali na szwedzkiej audycji Expedition Robinson – protoplaście formatu Survivor. Licencji na realizację polskiej wersji udzieliło brytyjskie przedsiębiorstwo Castaway. Produkcją programu zajmował się TVN (a z jego ramienia Ewa Leja) we współpracy ze szwedzką spółką Strix.
Eliminacje do programu rozpoczęto pod koniec marca 2004 roku. Nagrania przeprowadzono latem na malezyjskich wyspach Rapang (drużyna zielona/północna), Tengah (drużyna żółta/południowa) i Mensirip (drużyna niebieska/połączona).

„Wyprawa Robinson” była najdroższą produkcją telewizji TVN, jej realizacja kosztowała cztery razy więcej niż realizacja „Agenta”.

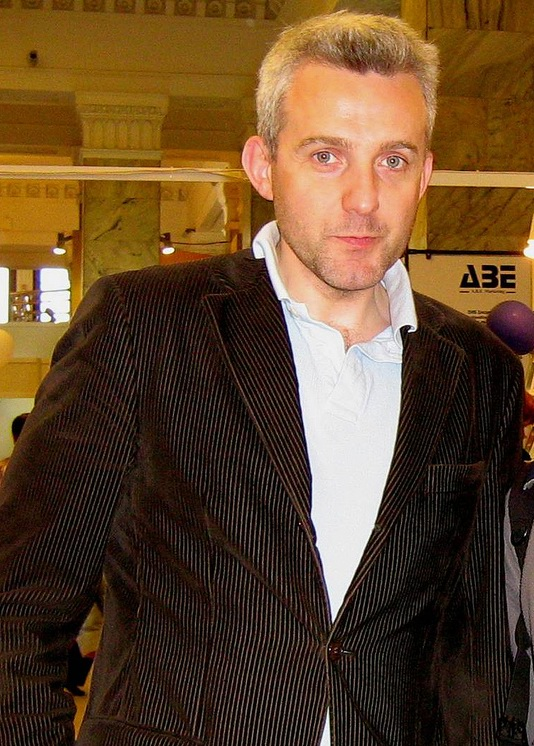
Prowadzący program, Hubert Urbański (2007)

## Uczestnicy i wyniki
Opracowano na podstawie: .
Uczestnikami programu byli (w kolejności alfabetycznej): Patrycja Bokiej, Małgorzata Bugajska, Vito Casetti, Katarzyna Drzyżdżyk, Agata Jelonek, Małgorzata Juszczak, Lidia Lewandowska-Wasiak, Marcin Matras, Marek Neuman, Wincenty Orłowski, Jakub Palacz, Agnieszka Pawlak-Wolanin, Jarosław Stolarczyk, Magdalena Śliwko, Łukasz Wiewiórski, Tomasz Wysocki, Magdalena Żak, Igor Żegliński.
Wyniki rozgrywki przedstawia poniższa tabela.
| Miejsce | Imię i nazwisko          | Wiek | Grupa startowa | Liczba przetrwanych dni | Powód odejścia                       |
| ------- | ------------------------ | ---- | -------------- | ----------------------- | ------------------------------------ |
| 1.      | Katarzyna Drzyżdżyk      | 22   | zieloni        | 55                      | zwycięstwo (6:1)                     |
| 2.      | Patrycja Bokiej          | 25   | zieloni        | 55                      | przegrana w głosowaniu finałowym     |
| 3.      | Lidia Lewandowska-Wasiak | 42   | żółci          | 54                      | przegrana w konkurencji półfinałowej |
| 4.      | Tomasz Wysocki           | 29   | zieloni        | 51                      | eliminacja na Radzie Wyspy           |
| 5.      | Jakub Palacz             | 28   | żółci          | 47                      | eliminacja na Radzie Wyspy           |
| 6.      | Jarosław Stolarczyk      | 32   | zieloni        | 43                      | eliminacja na Radzie Wyspy           |
| 7.      | Vito Casetti             | 35   | zieloni        | 39                      | eliminacja na Radzie Wyspy           |
| 8.      | Marcin Matras            | 23   | żółci          | 35                      | eliminacja na Radzie Wyspy           |
| 9.      | Agnieszka Pawlak-Wolanin | 30   | żółci          | 32                      | eliminacja na Radzie Wyspy           |
| 10.     | Wincenty Orłowski        | 49   | zieloni        | 27                      | przegrana w konkurencji specjalnej   |
| 11.     | Igor Żegliński           | 35   | żółci          | 25                      | eliminacja na Radzie Wyspy           |
| 12.     | Magdalena Żak            | 23   | żółci          | 21                      | eliminacja na Radzie Wyspy           |
| 13.     | Małgorzata Bugajska      | 22   | żółci          | 18                      | eliminacja na Radzie Wyspy           |
| 14.     | Agata Jelonek            | 27   | zieloni        | 13                      | eliminacja na Radzie Wyspy           |
| 15.     | Łukasz Wiewiórski        | 28   | żółci          | 8                       | rezygnacja                           |
| 16.     | Magdalena Śliwko         | 28   | zieloni        | 7                       | stan zdrowia (silna kontuzja)        |
| 17.     | Małgorzata Juszczak      | 29   | zieloni        | 5                       | eliminacja na Radzie Wyspy           |
| 18.     | Marek Neuman             | 49   | żółci          | 1                       | stan zdrowia                         |

Podział uczestników na plemiona na przestrzeni edycji
| Uczestnik                | Od dnia 1. | Od dnia 18. | Od dnia 23. | Od dnia 27. |
| ------------------------ | ---------- | ----------- | ----------- | ----------- |
| Katarzyna Drzyżdżyk      | północ     | północ      | północ      | złączone    |
| Patrycja Bokiej          | północ     | północ      | północ      | złączone    |
| Lidia Lewandowska-Wasiak | południe   | południe    | południe    | złączone    |
| Tomasz Wysocki           | północ     | północ      | północ      | złączone    |
| Jakub Palacz             | południe   | południe    | południe    | złączone    |
| Jarosław Stolarczyk      | północ     | północ      | północ      | złączone    |
| Vito Casetti             | północ     | północ      | północ      | złączone    |
| Marcin Matras            | południe   | południe    | południe    | złączone    |
| Agnieszka Pawlak-Wolanin | południe   | południe    | południe    | złączone    |
| Wincenty Orłowski        | północ     | południe    | południe    | złączone    |
| Igor Żegliński           | południe   | północ      | południe    | —           |
| Magdalena Żak            | południe   | południe    | —           | —           |
| Małgorzata Bugajska      | południe   | —           | —           | —           |
| Agata Jelonek            | północ     | —           | —           | —           |
| Łukasz Wiewiórski        | południe   | —           | —           | —           |
| Magdalena Śliwko         | północ     | —           | —           | —           |
| Małgorzata Juszczak      | północ     | —           | —           | —           |
| Marek Neuman             | południe   | —           | —           | —           |

## Emisja i oglądalność
Premiery programu nadawano na antenie TVN w sezonie jesiennym 2004 roku w poniedziałki i wtorki o godz. 21.30. Prolog programu pokazano we wtorek, 7 września, a kolejne odcinki (numerowane od 1) w kolejnych tygodniach. Finał programu wyemitowano w poniedziałek, 13 grudnia. Prolog programu zobaczyło 1,55 mln widzów, w kolejnych tygodniach oglądalność rosła, a odcinek finałowy obejrzało 4,10 mln widzów. Średnia widownia wszystkich 28 wydań programu wyniosła 2,44 mln osób (18,2% udziału w rynku w paśmie).